# Sunbeam Tiger
Der Sunbeam Tiger war die Muscle-Car-Version des „Series“-Sunbeam Alpine.
Der Verkaufsleiter der Rootes Group für die Westküste der USA, Ian Garrad, erkannte, dass das Image des Sunbeam Alpine das eines Tourenwagens und nicht das eines Sportwagens war. Er wollte dieses Image ändern, wobei er den erfolgreichen Shelby Cobra – einen britischen Sportwagen (AC Ace) mit amerikanischen V8-Motor – zum Vorbild nahm. Er und Doane Spencer, ein Rennfahrer aus Kalifornien, untersuchten eine Reihe von V8-Motoren und entschieden, dass der neue Windsor-V8-Motor von Ford mit einem Hubraum von 4261 cm³ (260 ci.) und einer Leistung von 164 bhp (121 kW) gut zwischen die Längsträger des Alpine passen würde.
Sunbeam beauftragte Carroll Shelby, einen funktionierenden Prototyp herzustellen, und gewährte hierfür ein Budget von 10000 US-$. Der Prototyp wurde von Shelbys Mitarbeiter George Boskoff angefertigt und das Ergebnis für gut genug befunden, als Produktionsmuster nach England geschickt zu werden.
Ein zweiter Alpine Series II wurde Ken Miles, einem guten Rennfahrer, Autobauer und ehemaligem Mitarbeiter von Shelby übergeben. Er baute in weniger als einer Woche einen 4261 cm³ - V8-Motor und eine 2-Gang-Automatik ein, und das für nur 600 US-$. Der Prototyp von Ken Miles wurde einige Zeit von der Rootes Motors Inc. in Los Angeles aufbewahrt und dann an einen privaten Käufer abgegeben.
Nach umfangreichen Konstruktionsstudien überließ die Rootes Group die Entwicklung und die Tests von Produktionsbeginn Jensen Motors in Wolverhampton. Jensen Motors fertigte dann auch den Sunbeam Tiger. Es wurden 7085 Autos in 3 Serien hergestellt (das Werk unterschied nur 2 Serien, Mark I und Mark II, aber da die offizielle Mark I – Produktion die Karosserien von zwei Alpine-Serien – Series IV und V – verwendete, nannten Sunbeam Tiger – Enthusiasten die später hergestellten Exemplare üblicherweise als „Mark 1A“). Vom Mark II wurden nur 536 Exemplare hergestellt, sodass diese Tiger mit der 289 ci.-Maschine (4735 cm³) und 200 bhp (147 kW) heute sehr selten sind. Erstaunlicherweise sind beide Prototypen – sowohl der von Shelby als auch der von Miles bis heute erhalten, ebenso wie einige geschichtlich interessante Tiger-Modelle.
Kuriosität: da es im beengten Motorraum nicht möglich war, an die hintere rechte Zündkerze des achten Zylinders zu gelangen, wurde ein Zugang zu dieser über eine Öffnung im Getriebetunnel neben dem Fußraum auf der Beifahrerseite geschaffen, welche nach Entfernen des Bodenteppichs erreichbar war.
Die Fertigung des Tiger währte nur von 1964 bis 1967, als Chrysler die Rootes Group übernahm. Chrysler wollte kein Auto mit Ford-Motor verkaufen und hatte selbst keinen geeigneten Motor. Chrysler-V8-Motoren hatten alle den Verteiler am hinteren Ende des Motors, und so war es nicht möglich, diese Motoren ohne große und teure Umbauten in den Motorraum des Sunbeam einzubauen. So wurde die Produktion des Tiger eingestellt.
Zwei Werkswagen der Rootes-Group waren 1964 auch bei den 24 Stunden von Le Mans am Start, allerdings mit wenig Erfolg. Die Teams Procter/Blumer und Dubois/Ballisat fielen schon früh im Rennen durch Motorschaden aus.
Der Sunbeam Tiger ist heute als klassischer Sportwagen sehr beliebt und hat ein erstaunliches Potential für historische Rennwettbewerbe.
In der Popkultur erinnert man sich an den Wagen, mit dem Maxwell Smart während der ersten Szenen von „Get Smart“ in die „Control Headquarters“ zur Arbeit fuhr.
Bemerkung: Der Name Tiger wurde von Sunbeam auch für ein ganz anderes Modell 1925 verwendet. Der Sunbeam Tiger von 1925 war ein Rennwagen mit einem V12-Flugzeugmotor. Anfangs hieß dieses Gefährt Ladybird (Marienkäfer), aber später wurde der Name in Tiger geändert. Mit seinem Fahrer Sir Henry Segrave überschritt dieser Wagen erstmals 150 mph (241,2 km/h). Von diesem Fahrzeug wurde ein zweites Exemplar hergestellt und Tigress (Tigerin) genannt.